# Йованка Броз
Йованка Будисавлевич-Броз (серб. Јованка Будисављевић Броз; 7 грудня 1924, Печане — 20 жовтня 2013, Белград) — сербка з Хорватії, перша леді Соціалістичної Федеративної Республіки Югославії, вдова першого і єдиного президента Югославії Йосипа Броза Тіто. Була з ним у шлюбі з 1952 по 1980 рік (його третя дружина). Учасниця Народно-визвольної війни Югославії, підполковник Югославської народної армії.

## Біографія

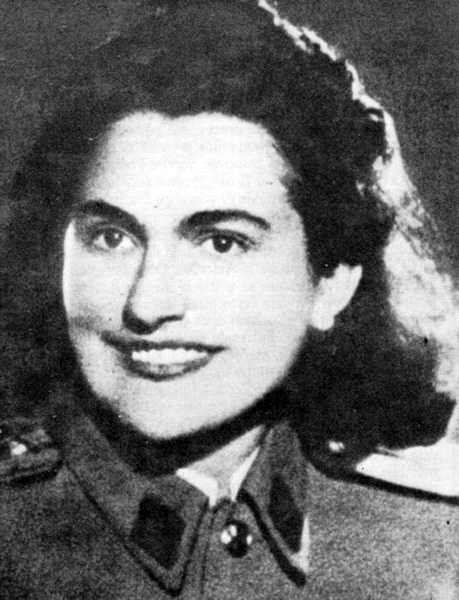
Йованка Броз у роки війни

Йованка Будисавлевич народилася 7 грудня 1924 року в селі Печане в Ліка (нині територія Хорватії) у родині простих сербських селян Миче та Милиці Будисавлевичів. Була другою дитиною у сім'ї. Вона закінчила чотири класи школи, а потім і вечірню гімназію в Белграді.
У віці 17 років вступила до Союзу комуністів Югославії, у тому ж віці вступила в партизанський рух. Уже в 21 рік Йованка отримала два ордена за хоробрість, пережила висипний тиф і важке поранення.
У роки окупації працювала санітаркою у партизанському загоні і заслужила любов солдатів своєю відвагою. Після закінчення війни Йованка мала вже чин капітана, входила до групи санітарних лікарів, які обслуговували будинок на Ужицька, де в той час проживав маршал Тіто.
Вперше Йосипа Броз Тіто Йованка побачила під час німецького десанту на Дрвар в 1944 році.
Як саме Йованка стала дружиною маршала Тіто достеменно невідомо. За однією з версій, після війни міністр внутрішніх справ Олександр Ранкович розпорядився підібрати групу надійних дівчат для роботи в кабінеті Тіто. З 50 кандидаток Ранкович вибрав п'ятьох, яких особисто представив Тіто, маршал обрав 24-річну Йованку. За іншою версією, Йованку вибрав Іван Стево Крайячич, повірений НКВД по Югославії. За версією генерала Мар'яна Краньца, Йованка стала працювати у Тіто в 1945 році, як медсестра, а після смерті великої любові Тіто Даворьянкі Пауновіч в 1946 році стала особистою секретаркою маршала.

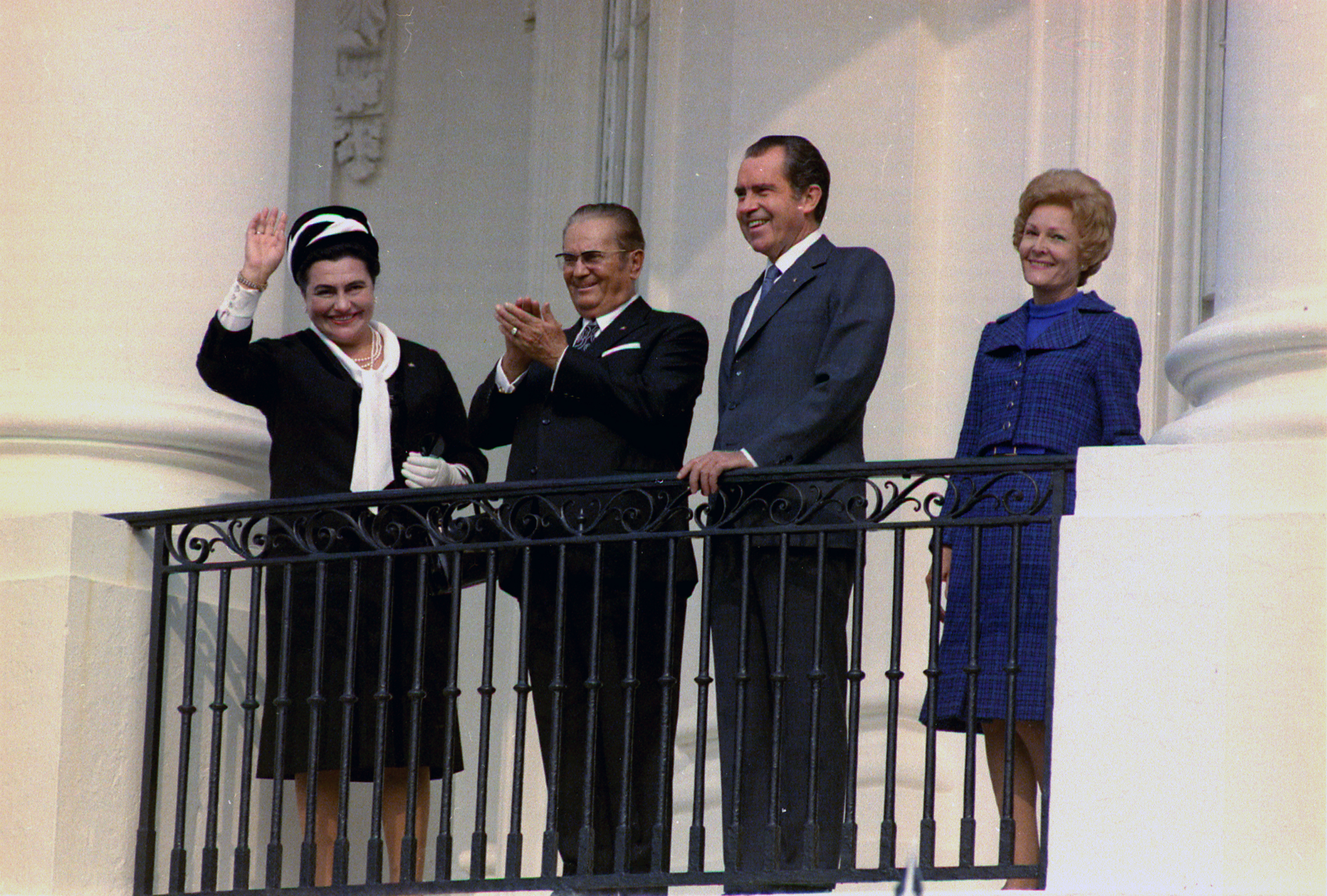
Лідери Югославії та США і перші леді

У 1952 році Йованка стала третьою дружиною Броза Тіто, вийшовши за нього заміж. Офіційно, як перша леді, була представлена лише через рік, під час візиту британського міністра закордонних справ Ентоні Ідена.
Протягом двадцяти чотирьох років була ідеальною дружиною політика: у всьому підтримувала чоловіка і ні в що не втручалася. Її називали «товаришка Йованка», вона зустрічалася з британською королевою, з дружинами президентів Сполучених Штатів Америки й генеральних секретарів радянської Компартії, брала участь в неформальних спілкуваннях Тіто з лідерами десятків країн.
У 1976 році Йованка допустила промах, який став для неї фатальним. Вона погодилась зустрітись з групою сербських генералів, незадоволених політикою зовсім вже старого Тіто. 14 червня 1977 року в останній раз Йованка з'являлася на офіційному прийомі для прем'єр-міністра Норвегії.
У 1978 році політична обстановка в Югославії загострилася. Йованці Броз були пред'явлені звинувачення в антидержавній діяльності. За однією версією, Тіто звинуватив її в ряді злочинів, зокрема в шпигунстві на користь СРСР, розкритті державної таємниці і підготовці перевороту. За іншою — звинувачення були сфальсифіковані групою змовників, які маніпулювали Тіто, на чолі стояли Стане Доланц і Нікола Любічіч. Тіто ізолював дружину, але таким чином позбавив і себе можливості контролювати політичну ситуацію.
Однак за словами сербського історика, професора Ранко Кончара, Йованка Броз не мала значного політичного впливу на свого чоловіка, і, судячи з документів, вона була тільки дружиною югославського президента. Професор Кончар вважає, що ставлення держави до дружини президента було зовсім нецивілізованим і політично примітивним.
У 1980 році, після смерті чоловіка Йованка Броз була залишена під арештом. Нова влада Югославії позбавила її права володіти майном і навіть документами. Майже 30 років жінка прожила у старовинному особняку в Белграді, де не було опалення і гарячої води, а запаси їжі поповнювалися раз на тиждень.
На багато років Йованка практично зникла і лише в 2000 році з'ясувалося, що вона живе в бідності, без будь-яких документів. У 2001 році, після повалення Слободана Мілошевича і приходу до влади демократа Воїслава Коштуніци, вдова Тіто змогла вийти на свободу.

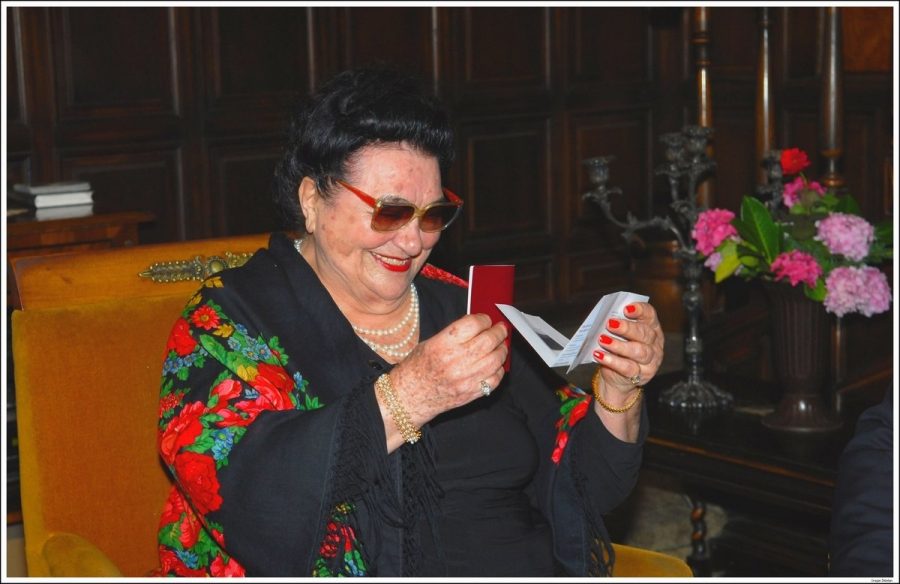
2009 рік. Отримання паспорта

На початку 2006 року Йованку відвідав міністр з питань праці і соціальної політики Расим Ляїч. У липні 2009 року влада Сербії видали їй паспорт, до цього у Йованки не було чинного посвідчення особи. Вона рідко виступала публічно, її можна було бачити біля мавзолею Тіто раз на рік, 4 травня, в річницю його смерті.
23 серпня 2013 року Йованка Броз була госпіталізована в Центр швидкої допомоги в Белграді у напівнепритомному стані з початком зараження крові, раком шкіри і станом загального виснаження, за словами родичів вона до останнього відмовлялася від госпіталізації.
20 жовтня вона померла в результаті зупинки серця. Похована 26 жовтня 2013 року у мавзолеї «Будинок квітів» на території Музею історії Югославії в Белграді, поруч з чоловіком. Похорон відбувся з військовими почестями.